# Николай Блохин
Николай Николаевич Блохин (4 май 1912, Лукоянов, Нижегородска област – 16 май 1993, Москва) е руски съветски хирург (онкологичен и пластичен), общественик и политик.
Той е действителен член на Академията на науките на СССР, академик и председател на Академията на медицинските науки на Русия. Член е на Съвета на националностите на Върховния съвет на СССР (1962-1974 и 1979-1989) от Абхазката АССР. Член е на КПСС от 1948 г. и делегат на 3 нейни конгреса.

## Биография
Сред средното училище постъпва (1929) в Медицинския факултет на Нижегородския университет и го завършва, вече отделен (1930) като Нижегородски и после (1932) Горковски медицински институт (днес: Приволжки изследователски медицински университет).
След дипломирането си работи за кратко в селска болница, а след това става асистент в Катедрата по хирургия на Горкиевския медицински институт. По време на Великата отечествена война Блохин е главен хирург на болници в Горки, активно се занимава с пластична хирургия.
Блохин е организатор на Горкиевския институт по възстановителна хирургия и ректор на Горкиевския медицински институт. Предлага набор от методи за пластична хирургия и хирургично лечение на рак на стомаха и ректума. От 1952 г. работи в Москва, където организира онкологичен център. Написал е много трудове по пластична хирургия и онкология.
Академик (1960) е на Академията на медицинските науки на СССР и неин председател (1960 – 1968, 1977 – 1987). Избран е за действителен член на Академията на науките на СССР в Отделението по физиология на 15 март 1979 г. Удостоен е със званието „Почетен гражданин на град Горки“ през 1983 г. Член е на Нюйоркската академия на науките и чуждестранен член на Полската, Чехословашката (1982) и Българската на академия на науките (1986).
Той е председател на Комитета по международни Ленински премии „За укрепване на мира между народите“; президент на обществото „СССР САЩ“.
За изключителни научни и социални дейности е обявен за Герой на социалистическия труд през 1972 г. Погребан е на Новодевическото гробище.